# مطلوب أرملة (فلم)
مطلوب أرملة فيلم كوميدي رومانسي مصري للمخرج عيسى كرامة عام 1965، عن قصة عيسى كرامة الذي أشترك في كتابة السيناريو والحوار مع حسين عبد النبي. الفيلم من بطولة نادية لطفي وحسن يوسف ومحمد عوض وفاتن الشوباشي ويوسف شعبان  وتدور الأحداث حول أحمد الذي يعيش قصة حب مع إحدى الفتيات الصغيرات، ثم يَرِث ثروة كبيرة من قريب له، إلا أن القريب يشترط عليه لِنَوَال الثروة أن يتزوَّج من أرملة.
صدر الفيلم إلى دور العرض المصرية في 9 ديسمبر 1965.
منح موقع قاعدة بيانات الأفلام على الإنترنت (IMDB) الفيلم درجة 5.2/ 10.
منح موقع قاعدة بيانات الأفلام العربية «السينما.كوم» الفيلم درجة 6.6/ 10.

## طاقم العمل
نادية لطفي: في دور سعاد
حسن يوسف: في دور أحمد البخشوندي (محرر في مجلة الشباب الناهض)
فاتن الشوباشي: في دور منى (جارة أحمد)
يوسف شعبان: في دور منير (الرسام الفاشل جار حسين)
محمد عوض: في دور حسين (زميل أحمد في مجلة الشباب الناهض)
توفيق الدقن: في دور حنفي
ثريا فخري: في دور أم علي (الدادة العذراء)
أحمد شوقي: في دور شاكر (مدير تحرير مجلة الشباب الناهض)
سلوى سعيد: في دور هالة (زوجة شاكر)
فيفي سعيد: في دور والدة مني
فتحية شاهين: في دور خالة سعاد
عباس رحمي: في دور عباس (زوج خالة سعاد القاسي)
إسكندر منسى: في دور مختار صديق (المحامي)
حافظ أمين: في دور عبد العزيز (وكيل المحامي)
صالح الإسكندراني: في دور صالح البواب
عبد العظيم كامل: في دور الطبيب
عبد المنعم سعودي: في دور الطبيب 2
عبد النبي محمد: في دور المأذون
مختار السيد: في دور ضابط النجدة
بالاشتراك مع: حسين إسماعيل - فاروق علي - عبد القادر حسين - صفا الجميل - حسين الحلواني - سيد إبراهيم - عبد العظيم شعلان - سيد محمود - أنور ماضي.
صفا الجميل: فيلم "مطلوب أرملة" هو آخر أعمال الممثل صفا الجميل الذي توفي في 27 يونيو 1966. كتب عنه موقع صحيفة أخبار اليوم: "رغم إعاقته إلا أنه قدم للفن شخصية خالدة يحبها الجميع حتى يومنا هذا". اكتشفه الموسيقار محمد عبد الوهاب، وأرشيف "صفا" السينمائي لم يتعد 60 دقيقة علي الشاشة، موزعة علي 27 فيلماً".

## أحداث الفيلم
يعمل أحمد البخشوندي (حسن يوسف) وصديقه حسين (محمد عوض) في مجلة الشباب الناهض، ويقومون بتحرير باب طبيب القلوب. تقطن منى (فاتن الشوباشي) بنفس المبنى وبجوار شقة أحمد، وهي تحبه من جانب واحد في صمت. يقطن منير (يوسف شعبان) بجوار شقة حسين، وهو رسام فاشل، وقد إعتاد رسم صورة للفتاة التي يحبها، وعندما يفشل في حبه، يقدم على الإنتحار، ولكنه يفشل أيضا في الانتحار. كان الثنائي أحمد وحسين يلجأون لحيلة لإنجاح باب طبيب القلوب، بأن يرسلون خطابات للمجلة يعرضون مشاكل أصحابها، ويكتبون عليها الرد في المجلة، حتى جاءهم خطاب حقيقي، من القارئة نوال، تخبرهم بإقدامها على الانتحار، بسبب إرغامها على الزواج من رجل لا تحبه، فيسرع الثنائي لنجدتها، بالتنكر في ملابس رجال الشرطة، ويقتحمون حفل الزفاف، ويقبضون على العريس، ويخطفون العروس نوال، ولكنهم كانوا قد اقتحموا حفل الزفاف الخطأ، وخطفوا العروس سعاد (نادية لطفي) التي أصيبت بالإغماء، فنقلوها لشقة أحمد، وشاهدتهم منى، وظنت أن أحمد تزوج، وساعدتهم في افاقتها، وأقرضتها بعض الملابس. وفي صباح اليوم التالي اكتشف أحمد خطأه، واعتذر لسعاد، التي عادت لمنزل خالتها (فتحية شاهين) وزوج خالتها القاسي عباس (عباس رحمي)، الذي ظن أن سعاد، قد هربت من العريس وفضحته، فطردها من المنزل، لتعود لمنزل أحمد، وتقيم في شقته، بينما أقام أحمد بشقة صديقه حسين. بعد فشل منير في إنتحاره الأخير، تولت منى رعايته، حتى شفي تماماً، وظن أنها تحبه، وعندما علم أنها تحب شخصاً آخر، أقدم على الانتحار، وأنقذته هذه المرة سعاد فأحبها. شعر أحمد بعاطفة نحو سعاد، بعد أن علم بظروفها، وبادلته سعاد الشعور، واتفقوا على الزواج، ولكن ظهر المحامي مختار (إسكندر منسي) وأخبر أحمد بوفاة عمه رفعت البخشوندي في تركيا، وترك له ثروة كبيرة، يحصل عليها بشرط أن يتزوج من أرملة، فإذا فشل في تحقيق الشرط، تؤول الثروة إلى حنفي (توفيق الدقن) الذي سبق أن أقرض العم، مبلغاً من المال. أقدم أحمد على الزواج من الدادة أم علي (ثريا فخري)، وحاول حنفي إغرائها بالمال ليتزوجها هو، ويمنع أحمد من تحقيق الشرط، ليحصل هو على الميراث، ولكنهم إكتشفوا أن أم علي مازالت آنسة، فهربوا منها. فكر أحمد في إستغلال محاولات منير للإنتحار واقترح عليه الزواج من سعاد، قبيل انتحاره مباشرة، حتى تصبح أرمله، وبالفعل تزوج منير من سعاد، واحتفظت سعاد بالعصمة في يدها، ولكن حنفي تدخل لإفساد العلاقة، بين أحمد وسعاد، لتتفرغ سعاد لمنير، وحتى لا ينتحر منير، أجر له قاعة يعرض فيها لوحاته، وأرسل رجاله لشراء اللوحات، ولكن نجح المعرض بالفعل، وجاء أناس حقيقيين لشراء اللوحات، حتى بيعت عن آخرها، وتمسك منير بالحياة، وفى نفس الوقت الذي شعرت فيه سعاد، بعدم جدية أحمد وحبه للمال، تعاطفت مع منير وشعرت بعاطفة نحوه، ولكي تثبت لمنير حبها له، طلقته حتى لا تصبح أرملة بعد إنتحاره. تقرب أحمد من منى حتى تشعر سعاد بالغيرة، ولكنه وقع في حبها بالفعل، وقرر الزواج بها، وتنازل عن الزواج بسعاد بعد إنتحار منير، وتنازل عن الثروة لحنفي، وبذلك تزوجت سعاد من منير، وعرض أحمد الزواج على منى، التي أجلت موافقتها، حتى تخبره بسرها، فقد سبق لها الزواج من طيار، مات بعد شهر من الزواج، ففرح أحمد، وسارع بإتمام الزواج من منى، ليحقق شرط عمه بالزواج من أرملة.

## استقبال الفيلم
كتب زياد عساف في صحيفة الرأي في 17 سبتمبر 2019: «تحيز ذكوري واضح ... اسهمت السينما العربية ومنذ عقود بتقديم شخصية الأرملة ...  فيلم يتحدث عن شاب ترك له أحد أقاربه ثروة طائلة شريطة زواجه من ارملة، وطمعاً بالميراث يسرع الشاب لتزويج الفتاة التي يحبها من شاب يائس ينوي الإنتحار للتخلص من الحياة، ويحاول الوارث كسب الوقت بانتهاز هذه الفرصة كي يحقق الهدفين معاً. على هذه الشاكلة قدمت السينما المصرية من الأعمال والتي تدور حول الأطماع الدنيوية، فيكون الزواج من أرملة أو ادعاء الحب إحدى هذه الوسائل ... يبقى السؤال حول مدى التغيير الذي أحدثته هذه الأفلام من تعديل أو تطوير للقوانين أو اللوائح المتعلقة فيما بات يعرف بحقوق المرأة المنقوصة، وفي مقدمتهن الأرامل من النساء».     

## روابط خارجية
- مقالات تستعمل روابط فنية بلا صلة مع ويكي بيانات